# Дауд-Хель
Дауд-Хель, ранее — Даудхейль (урду داؤد خيل‎, англ. Daud Khel) — город в провинции Пенджаб, Пакистан, расположен в округе Мианвали. Население — 21 748 чел. (на 2010 год). Располагается на берегу реки Инд.

## Демография
По результатам переписи 1998 года в городе проживало 22 387 человек.